# Igor Konașenkov
Igor Konașenkov (în rusă Игорь Евгеньевич Конашенков; n. 15 mai 1966, Chișinău, RSS Moldovenească, URSS) este un general-locotenent rus, care din 30 august 2011 ocupă funcția de purtător de cuvânt-șef al Ministerului Rus al Apărării. 

## Biografie
Konașenkov s-a născut în 1966 în Chișinău, URSS, iar în 1988 a absolvit departamentul de inginerie al Școlii Militare din Jîtomîr. Ulterior, acesta a servit în Forțele Aeriene Ruse. 
Din 2011 ocupă funcția de purtător de cuvânt-șef al Armatei Ruse.
În timpul invaziei rusești a Ucrainei, Konașenkov a declarat, fără să prezinte dovezi, că SUA intenționează să infecteze păsările din Ucraina cu o variantă a virusului H5N1 cu o rată de mortalitate de 50%.